# Kollár János (matematikus)
Kollár János (Budapest, 1956. június 7. –) magyar-amerikai matematikus. Fő kutatási területe az algebrai geometria. Az algebrai geometrián belül különféle témákkal foglalkozott, mint például biracionális geometria (specifikusabban: Minimális Model Program 3 sokaságokra, racionálisan összefüggő varietások, stb.), magasabb dimenziós varietások modulus terének a konstrukciója, valós varietások topológiája, Kähler-Einstein metrikák létezése, Nash sejtés, Hodge sejtés, stb. Effektív, éles változatát adta a Hilbert-féle nullahely-tételnek.
Az ELTE TTK matematikus szakán tanult 1975–1980 között. 1973-ban és 1974-ben a Nemzetközi Matematikai Diákolimpián aranyérmet szerzett. 1983-ban a Brandeis Egyetemen doktorált. Témavezetője Teruhisa Matsusaka volt. Disszertációjának címe: Canonical Threefolds. 1984–1987 között a Harvard Egyetem, 1987–1999 között a Utahi Egyetem, 1999 óta a Princetoni Egyetem professzora. Presidential Young Investigator (1988–1994). Az MTA külső tagja (1995). A National Academy of Sciences, (USA) tagja (2005). Frank Nelson Cole Prize in Algebra (2006). 2016-ban megkapta a legnagyobb összeggel járó amerikai matematikai elismerést, a Frederic Esser Nemmers Matametikai Díjat. 2017-ben pedig Claire Voisin francia matematikussal megosztva, algebrai geometriában elért eredményeiért vehette át a Shaw-díjat. 2025-ben a Bolyai János nemzetközi matematikai díjat adományozták Kollárnak.

## Könyvei
- Shafarevich Maps and Automorphic Forms, (1995)
- Rational Curves on Algebraic Varieties, (1996)
- J. Kollár, Shigefumi Mori: Birational Geometry of Algebraic Varieties, With the collaboration of C. H. Clemens and A. Corti. Translated from the 1998 Japanese original. Cambridge Tracts in Mathematics, 134. Cambridge University Press, Cambridge, 1998. ISBN 0-521-63277-3
- J. Kollár, Karen E. Smith, Alessio Corti: Rational and nearly rational varieties, Cambridge Studies in Advanced Mathematics, 92, Cambridge University Press, Cambridge, 2004, ISBN 0-521-83207-1